# Ère Eikan
L'ère Eikan (永観) est une des ères du Japon (年号, nengō, lit. « nom de l'année ») après l'ère Tengen et avant l'ère Kanna. Cette ère couvre la période allant du mois d'avril 983 jusqu'au mois d'avril 985. Les empereurs régnants sont En'yu-tennō (円融天皇) et  Kazan-tennō (花山天皇).

## Changement d'ère
- 16 février 983 Eikan gannen (永観元年?) : Le nom de la nouvelle ère est créé pour marquer un événement ou une série d'événements. L'ère précédente se termine là où commence la nouvelle, en Tengen 6, le 15e jour du 4e mois de 983[3].

## Événements de l'ère Eikan
- 6 octobre 983 (Eikan 1, 27e jour du 8e mois) : Durant la quinzième année de son règne (円融天皇15年), l'empereur En'yu' abdique et la succession (senso) est reçue par son neveu. Peu après, l'empereur Kazan accède au trône (sokui)[4].
- 983 (Eikan 1, 8e mois) : Chōnen, le moine bouddhiste de l'école Tendai embarque pour un voyage en Chine accompagné de 5 ou 6 disciples[5].

| Eikan     | 1re | 2e  | 3e  |
| Grégorien | 983 | 984 | 985 |